# Тимелькам
Ти́мелькам (нем. Timelkam) — ярмарочная коммуна (нем. Marktgemeinde) в Австрии, в федеральной земле Верхняя Австрия.
Входит в состав округа Фёклабрук. Население составляет 5978 человек (на 31 декабря 2005 года). Занимает площадь 18 км². Официальный код — 41743.

## Политическая ситуация
Бургомистр коммуны — Йохан Рицингер (СДПА) по результатам выборов 2003 года.
Совет представителей коммуны (нем. Gemeinderat) состоит из 31 места.
- СДПА занимает 18 мест.
- АНП занимает 9 мест.
- АПС занимает 2 места.
- Зелёные занимают 2 места.